# Capçanes
Capçanes település Spanyolországban, Tarragona tartományban. Capçanes Marçà, Colldejou, Tivissa és Els Guiamets községekkel határos. Lakosainak száma 428 fő (2024).

## Népesség
A település népessége az elmúlt években az alábbi módon változott:
| Lakosok száma | 805  | 961  | 698  | 627  | 419  | 400  | 431  | 413  | 398  | 428  |
|               | 1857 | 1910 | 1940 | 1965 | 1991 | 2005 | 2010 | 2015 | 2019 | 2024 |